# Augusto Tamayo San Román
Augusto Tamayo San Román, (Lima, 5 de maig de 1953) és un cineasta peruà. Escriptor, director, guionista i productor cinematogràfic, televisiu i videogràfic.

## Biografia
Fill del literat Augusto Tamayo Vargas i d'Aída San Román Aguirre. Va estudiar al Col·legi Markham de Lima(1958-1969) i a la Universitat Nacional d'Enginyeria (1970-1974) on va estudiar per cinc anys arquitectura, i a la Pontifícia Universitat Catòlica del Perú (1974-1978), on es va graduar de batxiller en literatura i lingüística. De 1981-1982 va estar-se a Anglaterra, gràcies a una beca del Consell Britànic per a fer un postgrau de realització cinematogràfica al National Film School de Londres. Hi va tenir com a tutors Ernest Walter, el reconegut editor de cinema americà i britànic de les dècades 1960 a 1980, Bernardo Bertolucci i Jerzy Skolimowski. El 2016 va obtenir un mestratge en escriptura creativa de la Universitat de Sant Marcos.
Entre 1976 i 1978 va realitzar cinc curtmetratges: Presbítero Maestro, La clausura, Ensayo Barroco, La chicha y Viajero Imaginario. El 1978 va escriure i dirigir l'episodi Mercadotecnia dins del llargmetratge Cuentos Inmorales que va obtenir molt de succés, tan del públic i com de lacrítica. Va guanyar el Premi Especial del Jurat en el Festival de Cartagena i va participar en la secció del 11è Festival Internacional de Cinema de Moscou el 1979.
El 1979 dirigeix l'episodi Strip al llargmetratge Aventuras prohibidas i escriu el guió de Muerte de un magnate, llargmetratge dirigit per Francisco J. Lombardi. El 1983 edita els llargmetratges Maruja en el infierno, Confidencias, Profesión detective. El 1984 edita el llargometratge La ciudad y los perros de Francisco Lombardi, basat en la novel·la de Mario Vargas Llosa. El 1986 es va estrenar el llargmetratge escrit i dirigit per Tamayo San Román titulat La fuga del Chacal (1986), i posteriorment Anda, corre, vuela (1993), Welcome to Oblivion (1989), El bien esquivo (2000), Una sombra la frente (2007); La vigilia (2009), Rocanrol 68 (2014).
Ha produït, escrit o dirigit sis telenovel·les: Carmin, Mala mujer, Velo negro, velo blanco, Bajo tu piel, Sólo por ti, Milagros.
Ha dirigit sèries de televisió, programes educatius, 26 documentals, entre ells la sèrie dedicada al bicentenari de la independència del Perú composta per 8 documentals realitzats entre 2011 a 2017, i més de 800 comercials televisius.
Ha estat gerent general de Secuencia Audiovisual (1991-1997), president de l'Asociación de Cineastas del Perú y de Argos Interactivo (1997-2001). Actualment és president de l'Asociación de Productores Cinematográficos del Perú-APCP (2005).
És autor de legislació cinematogràfica peruana. Ha sigut professor de les Universitats Catòlica, Femenina, de Lima, Sant Martí i Sant Marcos, en cursos de pregrau i mestratge, dictant cursos de literatura, guió cinematogràfic, llengua, direcció audiovisual, publicitat, anàlisi cinematogràfica, direcció d'art.
Ha escrit i publicat crítica cinematogràfica i llibres de conte, poesia, història, genealogia, arquitectura, la història de Lima, guió i direcció cinematogràfiques, realització publicitària, direcció d'art, finançament i màrqueting de cinema.

## Publicacions

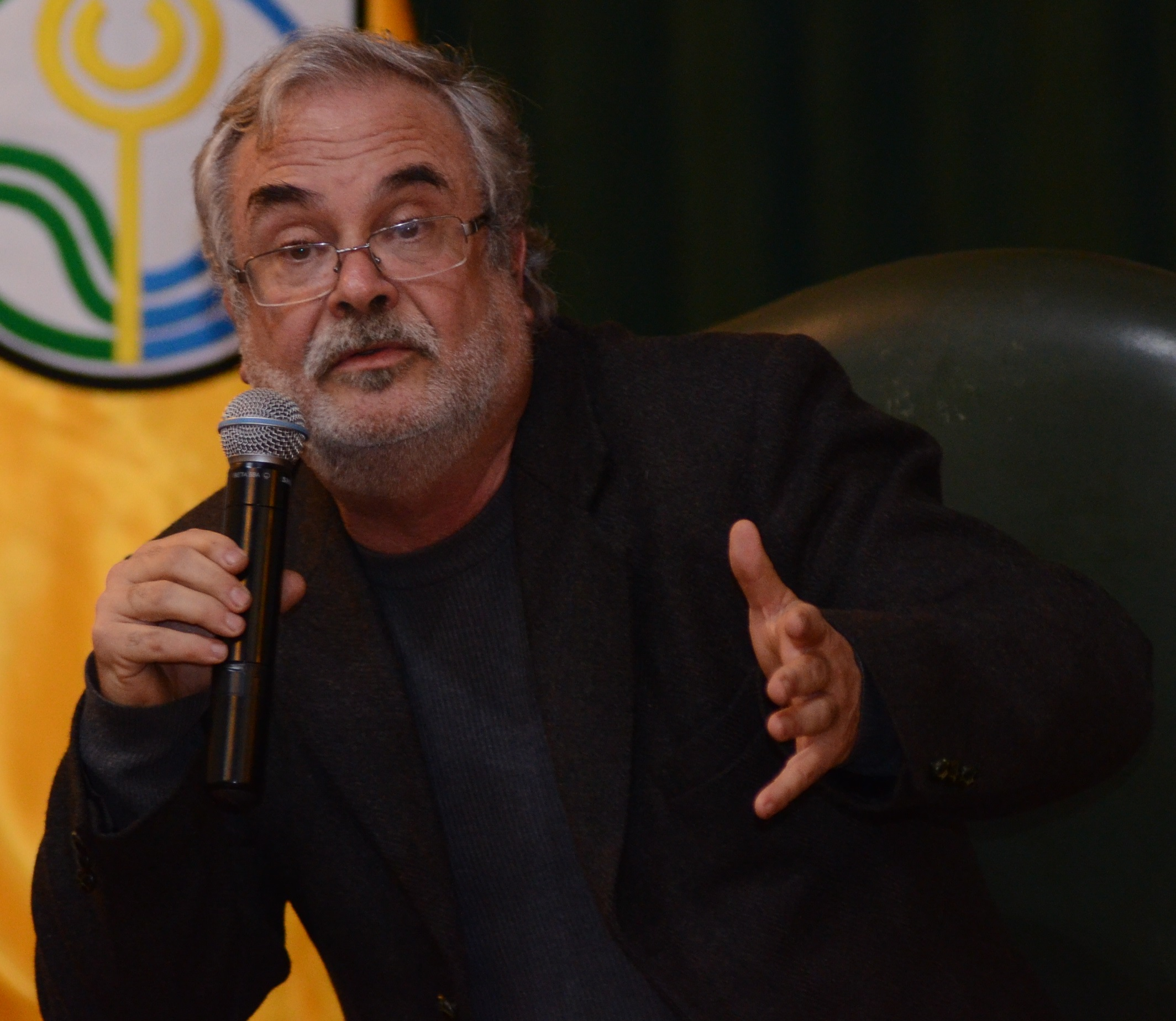
Augusto Tamayo en un conservatori a Miraflores, 2013.

### Poesia
- Bestiario (1978), poemari.
- Viajeros (1985), poemari.
- De bestias, viajeros y heroínas (compilació de tres poemaris), Lima, Argos Productos Editoriales, 2015. ISBN 978-612-47046-0-4

### Cinema
- Teoría y práctica del guion de ficción (1996)
- El spot publicitario (2000)
- Financiamiento, distribución y marketing del cine peruano (2008)
- La dirección de arte en el cine peruano (2015)
- Financiamiento, distribución y marketing del cine peruano, 2da ed. (2018)
- El guion de ficción audiovisual (2018)

Ha escrit també articles sobre crítica cinematogràfica a la revista Hablemos de cine i en diversos diaris.

### Història, Arquitectura i Genealogia
- Historia de los Tamayo del Perú (2008)
- Arquitectura de Lima 1910-1950 (2006)
- San Isidro, tradición y modernidad (2012)
- El distrito de San Miguel (2012)
- Barranco. Historia, cultura y sentimiento de un distrito (2014)
- Hombres de ciencia y tecnología en el Perú (2015)
- Bicentenarios de la Independencia del Perú tomo I (2017)
- Bicentenarios de la Independencia del Perú tomo II (2018)
- Ricardo Palma, espíritu de lo peruano (2019)

Ha editat els llibres:
- Diario de viaje. Visita de un ingeniero peruano a la Inglaterra victoriana (1875) de Augusto Tamayo Chocano (2011)
- Acerca de la poesía y los poetas de Augusto Tamayo Vargas (2014)
- Soplón de Alfredo Moreno Mendiguren (2016)
- El cine en las entrañas de Isaac León Frías (2017)

## Premis i distincions
Entre les distincions que ha rebut estan les següents:
- Premi especial del Jurat per Mercadotecnia (curt inclòs en Cuentos inmorales) en el Festival de Cinema de Cartagena (1979).
- Premi del Festival de curtmetratges de l'Associació de Cineastes del Perú per Un artista del trapecio (1984)
- Primer premi, Concurs Nacional de Vídeo, Videoteca alternativa per La Agonía de Rasu Ñiti (1985)
- Primer premi en el Festival de l'Associació Llatinoamericana de Teleeducación Universitària, ALATU, pel vídeo basat en el conte La agonía de Rasu Ñiti de José María Arguedas (Mèxic, 1985)
- Premi Fond Sud del Ministeri de Cultura de França (1991)
- Premi “17.65” com a millor director de publicitat per Pavita San Fernando (1994).
- Premi “GRAN APAP” com a millor director de publicitat. (1994)
- Premi Categoria transportis i finalista del "Gran Premi" de la Revista 17.65 pel comercial  Royal Class
- Camina, corre, vola, seleccionada per a participar en els Festivals de Cinema de Toulose, Chicago, Mont-real, San Francisco i Biarritz (1996)
- Premi del Consell Nacional de Cinematografia pel guió de El bien esquivo (1996).
- Primer premi de la crítica a la millor pel·lícula en la cinquena Trobada Llatinoamericana de cinema de la Universitat Catòlica, per El bien esquivo (2001)
- El bien esquivo, seleccionada per participar en els Festivals de Cinema de l'Havana, Cartagena, Mar del Plata, Paris, Miami, Riu, Caracas, Quito, Santo Domingo, Providence, Chicago, Lleida, Huelva, Los Angeles, Tolosa, Sofia, Ottawa, Mont-real, Jerusalem, Buenos Aires, Calcuta, Nova Zelanda, Vinya de la Mar, Trieste, Milà, Cardiff, Washington, Tailàndia, Santa Cruz, Nova York, Atlanta, Londres, Sao Paolo, Panamà, Roma, entre altres festivals.
- El bien esquivo, Seleccionada per a Millor Pel·lícula Hispanoamericana dels Premis Goya, Espanya, (2002)
- El bien esquivo, nominada per a Millor Pel·lícula Hispanoamericana dels Premis Ariel, Mèxic, (2002)
- El bien esquivo, seleccionada per als Premis Oscar dels Estats Units, (2002)
- Premi Gran Paoa del Festival de Cinema de Vinya de la Mar per la direcció de "El bien esquivo" (2002)
- El bien esquivo, seleccionada per la Federació Iberoamericana de Productors Audiovisuals (Fipca) entre les sis millors pel·lícules Iberoamericanes dels anys 2001 i 2002 per al premi Luis Buñuel
- Premi d'Ibermedia pel guió de Una ombra al capdavant (2005)
- Premi del Consell Nacional de Cinematografia per a la postproducció de Una ombra al capdavant (2007)
- Premi a la Millor Pel·lícula Peruana en el Festival de Cinema de Lima per Una ombra al capdavant (2007)
- Una ombra al capdavant nominada al premi de Millor Pel·lícula Hispanoamericana en els Premis Goya d'Espanya (2008).
- Premi d'Ibermedia pel guió de La vigília (2008)
- Premi del Consell Nacional de Cinematografia per a la postproducció de La Vigília (2009)
- Premi del Festival Llatinoamericà de Flandes pel guió de La Vigília (2011)
- Premi del Festival de Cinema Iberoamericà del Caire per El bien esquivo (2011)
- Premi de la Direcció de l'Audiovisual i Fonografia (DAFO) pel projecte de La herencia de Flora (2017)

## Filmografia
Font:IMDb y Argos.

### Pel·lícules
- 1976: Muerte al amanecer (direcció artística)
- 1978: Cuentos inmorales (segment: "Mercadotecnia") (guió i direcció)
- 1979: Muerte de un Magnate (guió)
- 1980: Aventuras prohibidas (segmento: "Strip") (guió i direcció)
- 1983: Maruja en el infierno (edició)
- 1984: La ciudad y los perros (edició)
- 1985: Profesión: detective (edició)
- 1987: La fuga del chacal (guió i direcció)
- 1988: Heroes stand alone (assistència de direcció)
- 1990: Welcome to Oblivion (direcció)
- 1996: Anda, corre, vuela (direcció)
- 2001: El bien esquivo (guió, direcció artística, edició, direcció i producció general)
- 2007: Una sombra al frente (guió, direcció artística, edició, direcció i producció general)
- 2010: La vigilia (guió, direcció artística, direcció i producció general)
- 2014: Rocanrol 68 (producció general)
- 2018: Rosa Mística" (guió, direcció artística, edició, direcció i producció general)
- 2019: Sebastiana, la maldición (guió, direcció artística, edició, direcció i producció general)

### Curtmetratges
- 1976: Presbitero Maestro
- 1978: La clausura
- 1978: La chicha
- 1978: Ensayo barroco
- 1980: Calles de la noche
- 1982: The letter"
- 1982: Un artista de trapecio
- 1992: Baño de mujeres"

### Telenovel·les
- 1985: Carmín (guió)
- 1986: Bajo tu piel (direcció)
- 1987: Sólo por ti (direcció)
- 1991: Mala mujer (direcció)
- 1991: Velo negro, velo blanco (guió)
- 2000: Milagros (direcció)

### Sèries de televisió i vídeo
- 1980: Tristes querella en la vieja quinta (guió)
- 1980: El cuervo blanco (guió)
- 1983-1984: Gamboa (4 episodis) (guió idirecció)
- 1984: La agonía de Rasu Ñiti' (guió i direcció)
- 1986: Mujer y sociedad (guió i direcció)
- 1990: Casado con mi hermano (direcció)
- 1991: Hay que casar a María (direcció)
- 1996: La captura del siglo (consultoria)
- 1997: Polvo para tiburones (consultoria)
- 2002: ¿Y tú que harías? (guió i direcció)
- 2003: Estos chikos de ahora (direcció)
- 2008: Diablos azules (direcció)
- 2011: El mercado de los milagros (direcció)
- 2013: Solamente milagros (direcció)
- 2014: Páginas literarias (direcció)

### Documentals i vídeos empresarials
- 1976: Presbítero Maestro
- 1978: La Clausura
- 1978: La Chicha
- 1978: Ensayo Barroco
- 1980: Viajero imaginario
- 1994: Perú opportunities in Mining
- 1994: Uña de gato, el gran descubrimiento
- 1995: Proyecto empresarial peruano
- 1995: Cajamarca, minería y medioambiente
- 1996: Baños termales del Perú
- 1996: San Fernando S.A.
- 1997: Alicorp S.A.
- 1998: Proyecto Cultural Huaripampa
- 1998: SIMA Perú
- 1998: ZUM, nuevo espacio cultural
- 1999: De la guerra a la paz: Perú y Ecuador
- 2003: Historia del club Waikiki
- 2003: Organización Internacional para las Migraciones
- 2003: Museo de arte italiano
- 2004/2006/2008: Institucional de la Universidad de Lima
- 2004: Biblioteca de la Universidad Católica
- 2005: Pisco, patrimonio cultural del Perú
- 2006: Ricardo Palma, espíritu de lo peruano
- 2006: Universidad de Lima. Las tres escuela
- 2007: Instituto Riva Agüero
- 2009: Del mito al sueño
- 2010: San Isidro. Tradición y modernidad
- 2011: Francisco de Zela. Primer grito de libertad
- 2011: Aniversario del Teatro de la Universidad Católica
- 2012: La rebelión de Huánuco
- 2012: El distrito de San Miguel
- 2012: El Perú y la Constitución de Cádiz de 1812
- 2014: Segunda rebelión de Tacna, Enrique Paillardelle
- 2014: Barranco, historia, cultura y sentimiento de un distrito
- 2014: Cusco 1814-1815. La rebelión de los hermanos Angulo
- 2015: Hombres de ciencia y tecnología en el Perú'
- 2016: Agua clara
- 2016: La restauración de Fernando VII y la organización de la expedición libertadora
- 2017: La campaña de Chile y el gobierno de Pezuela'
- 2018: La rebelión de José Gómez y la economía del Virreinato en 1818
- 2019: El congreso de Angostura, las expediciones de Lord Cochrane y la conspiraciones en Lima 1818 1819
- 2019: Los acontecimientos del proceso de la independencia del Perú. 1808-1819